# 923
Évszázadok: 9. század – 10. század – 11. század
Évtizedek: 870-es évek – 880-as évek – 890-es évek – 900-as évek – 910-es évek – 920-as évek – 930-as évek – 940-es évek – 950-es évek – 960-as évek – 970-es évek
Évek: 918 – 919 – 920 – 921 –  922 – 923 – 924 – 925 – 926 – 927 – 928

## Események

### Európa
- Az előző évben elűzött Együgyű Károly nyugati frank király Rollo normandiai viking herceg és lotaringiai csapatok segítségével megpróbálja visszaszerezni a trónját. A soissons-i csatában azonban vereséget szenved és menekülni kényszerül. Mivel a csatában az ellenkirály, Róbert is elesik, a nemesség az ő vejét, Rudolf burgundiai herceget választja királlyá. A hercegséget Rudolf öccse, Fekete Hugó kapja meg.
- Herbert vermandois-i gróf elfogja Együgyű Károlyt.
- A frank káoszt kihasználva Giselbert lotaringiai herceg behívja Madarász Henrik német királyt.
- Itáliában II. Rudolf felső-burgundiai király és a lázadó nemesség (köztük I. Adalbert ivreai őrgróf és Berengár saját unokája) a firenzuolai csatában legyőzi I. Berengár itáliai császárt, akit megfosztanak trónjától.
- A bolgár vazallus Zaharija Pribislavljević szerb fejedelem átáll a bizánciakhoz és fellázad. Simeon bolgár cár egy kisebb sereget küld a leváltására, de a szerbek legyőzik őket és vezéreik fejét elküldik Konstantinápolyba.
- Simeon cár és Rómanosz bizánci császár Konstantinápolynál személyesen találkoznak, de nem sikerül békét kötniük.
- Meghal IV. Adarnasze, a kaukázusi Ibéria királya. Utódja legidősebb fia, II. Dávid, de a bizánci császár a hagyományosan adományozott kuropalatészi címet nem neki, hanem öccsének, Asotnak adja, hogy megossza a fivéreket.

### Abbászida Kalifátus
- A bahreini karámiták meglepetésszerűen elfoglalják és 17 napig fosztogatják Bászrát.

### Kína
- Li Cun-hszü hadúr legyőzi a Kései Liang dinasztia seregét és beszorítja annak császárát, Csu Ju-csent a fővárosába, ahol a császár öngyilkosságot követ el. A hadúr ezt követően  kikiáltja a Kései Tang dinasztia államát és felveszi a császári címet.

## Születések
- szeptember 7. - Szuzaku, japán császár
- Eadred, angolszász király

## Halálozások
- június 15. – I. Róbert, nyugati frank király
- augusztus 27. - Ageltrude, Guidó itáliai császár felesége
- IV. Adarnasze, ibériai király
- Al-Tabarí, perzsiai teológus és jogtudós
- Csu Ju-csen, a Kései Liang dinasztia császára